# Damian (koptischer Bischof)

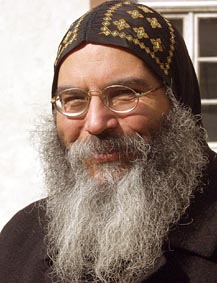
Bischof Anba Damian

Damian (Anrede: Bischof Anba Damian, Geburtsname: Refaat Ramzi Mikhail Fahmi; * 15. März 1955 in Kairo) ist Bischof der Diözese der koptisch-orthodoxen Kirche in Norddeutschland.
Mit seiner Weihe zum Bischof durch Papst Schenuda III. und die koptische heilige Synode im Juni 1995 ist er Seelsorger und Ansprechpartner für die rund 6.000 Kopten in acht koptisch-orthodoxen Gemeinden in Deutschland, wo er bereits seit 1993 als Seelsorger tätig war. Sein Amtssitz ist das „Kloster der Heiligen Jungfrau Maria und des Heiligen Mauritius“ in Höxter-Brenkhausen.

## Leben
Damian wuchs in einer koptisch-orthodoxen Familie in Kairo auf. Nachdem sein Vater, der als Beamter im ägyptischen Gesundheitsministerium arbeitete, 1966 starb, übernahm die Mutter, die als Schneiderin und Hausfrau arbeitete, die Führung der Familie und zog die Kinder allein auf. Damian studierte Medizin in Kairo und schloss sein Studium 1979 ab. Nach Ableistung des Anerkennungsjahres in Kairo begann er 1981 seine Arbeit als zivilangestellter Arzt im amerikanischen Militärkrankenhaus in Stuttgart. Von 1982 bis 1988 absolvierte er die Facharztausbildung in Strahlentherapie, Nuklearmedizin und Röntgendiagnostik im Kreiskrankenhaus Ludwigsburg zum Facharzt für Radiologie. Ab 1988 arbeitete er drei Jahre als Oberarzt in der Radiologie im Kreiskrankenhaus Mühlacker (Enzkreis).
1991 entschied er sich fortan sein Leben in den Dienst der koptisch-orthodoxen Kirche zu stellen. Sein damaliges Ziel war ein Leben als Mönch in einem der ägyptischen Klöster, im Idealfall als Eremit (Einsiedler haben einen herausragenden Status innerhalb der koptisch-orthodoxen Kirche und bedürfen für diese Lebensform der Genehmigung des Patriarchen). Im November 1992 empfing er die Mönchsweihe, 1993 die Priesterweihe durch Papst Schenuda III. im ägyptischen St. Bischoi-Kloster. Im selben Jahr wurde er als Seelsorger für die in Deutschland geborenen koptisch-orthodoxen Jugendlichen nach Deutschland gesandt. Am 22. Dezember 1993 übernahm er für die koptisch-orthodoxe Kirche in Deutschland die verfallene Klosterruine in Höxter-Brenkhausen vom Land Nordrhein-Westfalen und begann – unter Mithilfe koptisch-orthodoxer Diakone aus Ägypten – mit der Restaurierung der Anlage, die seitdem sein Dienstsitz ist. 1995 folgte in der Markuskathedrale in Kairo die Weihe zum Generalbischof der Koptisch-Orthodoxen Kirche in Deutschland.
Damian legt in seiner Arbeit als Generalbischof außerordentlichen Wert auf die Arbeit und Integration innerhalb der Ökumene der christlichen Kirchen. Er unterhält seit Beginn seiner Tätigkeit in Deutschland intensive Kontakte zu katholischen und evangelischen Gemeinden, pflegt darüber hinaus aber auch Kontakte und Austausch sowohl mit jüdischen Organisationen und Gemeinden, wie auch mit gemäßigten islamischen Organisationen. Durch die eigene Vita geprägt, wirkt Damian für die Integration und das Verständnis zwischen abendländischer und orientalischer Kultur.
Damian ist im Kloster Brenkhausen und auf seinen Reisen außerhalb immer im Habit des koptisch-orthodoxen Mönches anzutreffen. Zu dem schwarzen Habit gehört eine Kappe, die mit zwölf koptischen Kreuzen den Schutz der zwölf Apostel für den Träger symbolisiert. Die Mittelnaht der Kappe geht, der Legende nach, auf eine Begebenheit zurück, die dem hl. Antonius in der Wüste widerfuhr. Ein Dämon versuchte ihm seine Kappe zu stehlen, Antonius aber hielt sie fest, und die Kappe riss in der Mitte. Die symbolische Naht erinnert die Kopten heute an Anfeindungen und Angriffe, die sie in diesem Leben zu erwarten haben. Ein weiterer Bestandteil des Habits ist das koptische Lederkreuz.
Das Kloster in Höxter-Brenkhausen machte Damian zu einem Ort der Begegnung. Die hohe Zahl der Besucher – sowohl christliche Gemeinden, wie auch Individualbesucher – verdeutlicht sowohl die Offenheit, mit der Damian und die Koptisch-Orthodoxe Kirche sich (ohne jeglichen Missionseifer) den interessierten Besuchern vorstellen, als auch die ägyptische Gastfreundschaft, die man bei einem Besuch in Brenkhausen erfährt.
Am 16. Juni 2013 wurde der bisherige Generalbischof von Papst Tawadros II. in der St.-Markus-Kathedrale in Kairo zum Bischof der Diözese von Norddeutschland erhoben. Die Inthronisation in Höxter fand am 29. Juni 2013, am koptisch-orthodoxen Fest der heiligen Märtyrer Cosmas und Damian, in Anwesenheit aller am 15. oder 16. Juni in Kairo geweihten Bischöfe statt.